# 斯通縣 (密蘇里州)
斯通縣（英語：Stone County）是美國密蘇里州西南部的一個縣，南鄰阿肯色州。面積1,323平方公里。根据美國2000年人口普查，共有人口28,658人。縣治加利納（Galena）。
成立於1851年2月10日。縣名的來源有三種說法：一個早期殖民者家族、一位名為威廉·斯通的法官或對當地多石地形的描述。